# Krunica na granicama
Krunica na granicama naziv je molitvene inicijative održane 7. rujna 2017. godine u Poljskoj, na blagdan Gospe od ružarija i spomendan Lepantske bitke.
Tom prilikom milijun poljskih katolika molilo je unutar 4 000 molitvenih zona i 320 crkava (iz 22 dijeceze) uz 3 500 kilometara dugu poljskoj granicu. Organizator inicijative bila je zaklada vjernika laika »Solo Dios basta« (Samo je Bog dostatan) koju su sponzorirale brojne državne tvrtke i poduprijela Katolička Crkva u Poljskoj.
Molitvom se željela obilježiti stota obljetnica ukazanja u Fatimi i obljetnica Lepantske bitke, najveće i najkrvavije pomorske bitke u povijesti, u kojoj je kršćanska flota Svete lige porazila Osmansko Carstvo. Inicijativu je podržala i poljska predsjednica vlade Beata Szydło.
Brojem sudionika to je bio drugi najveći europski molitveni događaj nakon Svjetskog dana mladih održanog u Krakowu godinu prije.

## Odjek
Američki New York Times zapisao je kako su »milijuni ljudi molili krunicu zajedno što je premašilo svaka očekivanja organizatora«.
BBC je isvijestio o »kontroverznoj molitvi na granicama« i izrazio zabrinutost da, »iako crkveni vođe kažu kako je ovo isključivo vjerskog karaktera«, bi se inicijativa mogla »protumačiti kao podrška državnim vlastima u odbijanju muslimanskih migranata«.
Njemački Frankfurter Allgemeine Zeitung objavio je prilog s naslovom Islamofobija u Poljskoj: granična patrola s krunicom, a cijelu inicijativu nazivale su »grotesknom« i »s islamofobnim predznakom«. Kao i BBC, izvijestio je o desetcima tisuća vjernika.
Talijanski Corriere della Sera pisao je tisućama Poljaka koji su »s kurnicom u ruci na granicama Poljske molili da spase Europu«. Naveo je i kako je »lanac građana molio duž 3 500 kilmetara duge granice i za druge europske narode, da se Europa vrati kršćanskim korijenima i kako bi Europa ostala Europa«.

## Utjecaj
Po uzoru na Poljsku, ista inicijativa pokrenuta je i u Irskoj i u Velikoj Britaniji, u kojoj se dan „Molitve na obali” (duž obala Engleske, Škotske i Walesa) održao 27. travnja 2018., na pedesetu godišnjicu donošenja Zakona o pobačaju (eng. Abortion act). Molilo se na nakanu Gospi „za buđenje i obnovu kršćanstva u Britaniji, za sprječavanje pobačaja, te za mir u svijetu” pod geslom Jer gdje su dvojica ili trojica sabrana u moje ime, tu sam i ja među njima (Mt 18,20). Prije same molitve na granicima, za vjernike je organizirana duhovna i tjelesna priprema kroz kateheze, duhovne obnove i četrdesetodnevni post. Okupilo se više od 30 000 katolika na 400 mjesto duž obala Ujedinjenoga Kraljevstva, što je bilo najveće okupljanje katolika u UK-u od posjeta pape Benedikta XVI. 2010. godine, kada je papinom posjetu nazočilo 65 000 vjernika. Osim brojnih priobalnih naselja, molilo se između ostalog i u Cardiffu, Southamptonu, Portsmouthu, a molitvi se priključio i Suvereni malteški vojni red kao i molitvena skupina iz Katalonije.